# Premio Nacional de las Letras Españolas

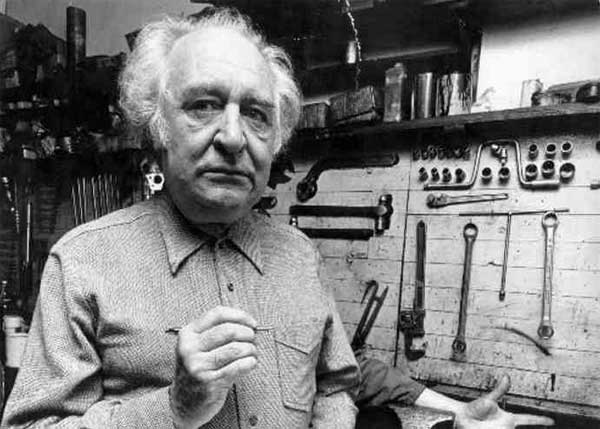
Gabriel Celaya en su taller.

El Premio Nacional de las Letras Españolas es otorgado por el Ministerio de Cultura de España y fue creado en 1984. Se otorga en reconocimiento del conjunto de la obra literaria de un escritor español en cualquiera de las lenguas españolas.
La dotación económica del Premio Nacional de las Letras Españolas es de 50.000 euros, de conformidad con lo dispuesto en la Orden de 22 de junio de 1995.

## Galardonados
- 1984 – Josep Vicenç Foix (J. V. Foix) (1893-1987) (autor en lengua catalana)
- 1985 – Julio Caro Baroja (1914-1995) (autor en lengua española)
- 1986 – Gabriel Celaya (1911-1991) (autor en lengua española)
- 1987 – Rosa Chacel (1898-1994) (autora en lengua española)
- 1988 – Francisco Ayala (1906-2009) (autor en lengua española). Obtuvo el Premio Miguel de Cervantes en 1991.
- 1989 – Joan Coromines (1905-1997) (autor en lengua española y catalana)
- 1990 – José Hierro (1922-2002) (autor en lengua española). Obtuvo el Premio Cervantes en 1998.
- 1991 – Miguel Delibes (1920-2010) (autor en lengua española). Obtuvo el Premio Cervantes en 1993.
- 1992 – José Jiménez Lozano (1930-2020) (autor en lengua española). Obtuvo el Premio Cervantes en 2002.
- 1993 – Carlos Bousoño (1923-2015) (autor en lengua española)
- 1994 – Carmen Martín Gaite (1925-2000) (autora en lengua española)
- 1995 – Manuel Vázquez Montalbán (1939-2003) (autor en lengua española)
- 1996 – Antonio Buero Vallejo (1916-2000) (autor en lengua española). Obtuvo el Premio Cervantes en 1986.
- 1997 – Francisco Umbral (1932-2007) (autor en lengua española). Obtuvo el Premio Cervantes en 2000.
- 1998 – Pere Gimferrer (1945) (autor en lengua española y catalana)
- 1999 – Francisco Brines (1932-2021) (autor en lengua española). Obtuvo el Premio Cervantes en 2020.
- 2000 – Martín de Riquer (1914-2013) (autor en lengua española y catalana)
- 2001 – Miquel Batllori (1909-2003) (autor en lengua española y catalana)
- 2002 – Joan Perucho (1920-2003) (autor en lengua catalana)
- 2003 – Leopoldo de Luis (1918-2005) (autor en lengua española)
- 2004 – Félix Grande (1937-2014) (autor en lengua española)
- 2005 – José Manuel Caballero Bonald (1926-2021) (autor en lengua española). Obtuvo el Premio Cervantes en 2012.
- 2006 – Raúl Guerra Garrido (1935-2022) (autor en lengua española)
- 2007 – Ana María Matute (1925-2014) (autora en lengua española). Obtuvo el Premio Cervantes en 2010.
- 2008 – Juan Goytisolo (1931-2017)[1] (autor en lengua española). Obtuvo el Premio Cervantes en 2014.
- 2009 – Rafael Sánchez Ferlosio (1927-2019)[2] (autor en lengua española). Obtuvo el Premio Cervantes en 2004.
- 2010 – Josep Maria Castellet (1926-2014)[3] (autor en lengua española y catalana)
- 2011 – José Luis Sampedro (1917-2013)[4] (autor en lengua española)
- 2012 – Francisco Rodríguez Adrados (1922-2020)[5] (autor en lengua española)
- 2013 – Luis Goytisolo (1935) (autor en lengua española)[6]
- 2014 – Emilio Lledó (1927) (autor en lengua española)
- 2015 – Carme Riera (1948) (autora en lengua catalana y española)
- 2016 – Juan Eduardo Zúñiga (1919-2020) (autor en lengua española)
- 2017 – Rosa Montero (1951) (autora en lengua española)
- 2018 – Francisca Aguirre (1930-2019) (autora en lengua española)[7]
- 2019 – Bernardo Atxaga (1951) (autor en lengua euskera)
- 2020 – Luis Mateo Díez (1942) (autor en lengua española). Obtuvo el Premio Cervantes en 2023.
- 2021 – José María Merino (1941) (autor en lengua española)
- 2022 – Luis Landero (1948) (autor en lengua española)
- 2023 – Cristina Fernández Cubas (1945) (autora en lengua española)[8]
- 2024 – Manuel Rivas (1957) (autor en lengua gallega)